# Vieux-Lixheim
Vieux-Lixheim är en kommun i departementet Moselle i regionen Grand Est (tidigare regionen Lorraine) i nordöstra Frankrike. Kommunen ligger i kantonen Fénétrange som tillhör arrondissementet Sarrebourg. År 2022 hade Vieux-Lixheim 249 invånare.

## Befolkningsutveckling
Antalet invånare i kommunen Vieux-Lixheim
| Referens: INSEE |